# Дивне (Сімферопольський район)
Ди́вне (до 1948 — Казанчи, крим. Qazançı) — село Сімферопольського району Автономної Республіки Крим.